# HuffPost
The Huffington Post (sovint anomenat HuffPo) és un diari en línia i blog agregador de notícies, fundat per Arianna Huffington, Kenneth Lerer i Jonah Peretti, que presenta diverses fonts de notícies i columnistes.
El lloc ofereix cobertura sobre política, mitjans, negocis, entreteniment, moda, el moviment verd, notícies internacionals i humor. És una principal destinació per a notícies, blogs i contingut original, ocupant el lloc 402 en Alexa. The Huffington Post va ser llançat el 9 de maig de 2005, com un col·lector de comentaris i una alternativa liberal i progressista al conservadorisme dels agregadors de notícies com ara Drudge Report.
El 2008, el lloc va llançar la seva primera versió local, HuffPost Chicago; HuffPost Nova York va ser llançada el juny de 2009; HuffPo Denver va fer el mateix el 15 de setembre de 2009 i HuffPo Los Angeles va iniciar operacions el 2 desembre 2009. The Huffington Post té una comunitat activa amb més d'un milió de comentaris per mes. Abans de The Huffington Post, Huffington mantenia una pàgina web anomenada Ariannaonline.com. La seva primera incursió en Internet va ser una pàgina web anomenada Resignation.com, que demanava la renúncia del president dels Estats Units Bill Clinton i va ser un lloc de trobada per als conservadors oposats a Clinton.

## Estadístiques
Segons Nielsen NetRatings, The Huffington Post va tenir 8,9 milions de visitants únics al febrer de 2009, mentre que el Drudge Report va tenir 3,4 milions de visitants únics al mateix període.
Segons Google Analytics, The Huffington Post té 22 milions d'usuaris únics cada mes. Technorati classifica a The Huffington Post com el blog més enllaçat a Internet.